# One California Plaza
One California Plaza je mrakodrap v centru kalifornského města Los Angeles. Má 42 pater a výšku 176 metrů, to z něj dělá 14. nejvyšší budovu ve městě. Spolu s mrakodrapem Two California Plaza tvoří komplex Plaza California. Výstavba probíhala v letech 1983 - 1985 podle návrhu firmy Arthur Erickson Architectural Corporation. Budova disponuje podlahovou plochou o rozloze 87 037 m2, z toho drtivou většinu zabírají kancelářské prostory, které obsluhuje 24 výtahů.